# Victor Ernest Shelford
Victor Ernest Shelford (Chemung, 22 settembre 1877 – Urbana, 27 dicembre 1968) è stato uno zoologo ed ecologo statunitense, che contribuì a fare dell'ecologia una disciplina scientifica autonoma.

## Biografia

### L'infanzia
Shelford nacque nello Stato di New York, primogenito di Alexander Hamilton Shelford e di Sarah Ellen Rumsey. Dopo dieci anni di istruzione primaria, nel 1894 insegnò alla scuola pubblica della contea di Chemung. Frequentò per due anni la Cortland Normal and Training School ed ottenne il diploma di insegnante, ritornando come docente alle scuole pubbliche tra il 1897 ed il 1899. Dal 1899 al 1901 frequentò l'Università della Virginia Occidentale, dove subì l'influenza dello zio William E. Rumsey, l'assistente entomologo. Nel 1901 il presidente dell'Università della Virginia Occidentale, Jerome H. Raymond, accettò una cattedra all'Università di Chicago, dove procurò una borsa di studio a Shelford, il quale si trasferì poco dopo. Qui ottenne una nomina come assistente in zoologia dal 1903 al 1914. Gran parte delle sue prime opere furono fortemente influenzate da Henry Chandler Cowles. Shelford scrisse la sua tesi di dottorato su Gli scarabei tigre delle dune sabbiose nella quale descrisse la relazione tra le popolazioni di scarabei e la vegetazione, un argomento trattato anche da Cowles. Completò il suo scritto nel 1907 e ottenne il dottorato di ricerca l'undici giugno dello stesso anno. Il giorno seguente sposò Mary Mabel Brown, dalla quale avrebbe avuto due figli.

### Gli inizi di carriera
Il suo lavoro per la tesi lo condusse ad altre cinque pubblicazioni sulla "successione ecologica" che furono pubblicate nel Biological Bulletin nel 1911 e nel 1912. Entro il 1913 pubblicò uno dei suoi maggiori lavori sull'ecologia: Animal Communities in Temperate America. Ottenne una cattedra all'Università dell'Illinois dove finì per trascorrere la maggior parte della propria carriera accademica iniziando nel 1914 come assistente di zoologia. Da allora collaborò all'organizzazione della Ecological Society of America e ne divenne il primo presidente nel 1915. Dal 1927 divenne titolare della cattedra alla University of Illinois. SI interessò anche di ricerca sperimentale sia in laboratorio che sul campo. Nel 1929 pubblicò Laboratory and Field Ecology che venne usato come manuale per le ricerche di ecologia animale. Fu inoltre direttore di ecologia marina presso la Puget Sound Biological Station per diverse estati tra il 1914 ed il 1930. Alcuni dei suoi lavori di questo periodo vennero pubblicati nel 1935 su Ecological Monographs.

### Gli ultimi anni
La maggior parte delle opere di Shelford tratta dell'ecologia su terraferma, ma egli compì anche molte ricerche sul mondo acquatico. Alcune delle sue pubblicazioni sul periodico Ecology sono studi su ecosistemi dei corsi d'acqua (1929) e dei fondali del lago Erie (1942), analisi dell'ecosistema della tundra (1935) e delle pianure alluvionali del Mississippi (1954). Nel 1939 pubblicò un lavoro su Bio-Ecology, scritto in collaborazione con Frederic Edward Clements, nel quale tentava di integrare animali, piante ed ecosistemi acquatici come parti di una comunità ideale. Lasciò l'Università dell'Illinois nel 1946, ma nello stesso anno fondò la Ecologist's Union, un'organizzazione che promuoveva l'idea della necessità di preservare le intere comunità ecologiche come parte della conservazione della natura. L'associazione è oggi nota come The Nature Conservancy. Il lavoro di Shelford e Clements contribuì a sviluppare il concetto di biomi caratterizzandoli attraverso flora e fauna. Tale concetto venne sviluppato col successivo lavoro che rappresenta anche la sua opera maggiore: The Ecology of North America (1963). Shelford presiedette inoltre numerosi comitati scientifici e fondò nel 1939 il Grassland Research Foundation di cui fu presidente fino al 1958.

## Opere
- Victor Ernest Shelford, Animal Communities in Temperate America, 1913.
- Frederic Edward Clements e Victor Ernest Shelford, Bio-ecology, 1939.
- Victor Ernest Shelford, The Ecology of North America, 1963.